# Тьєррі Арбоґаст
Тьєррі́ Арбоґа́ст (фр. Thierry Arbogast; нар. 1957) — французький кінооператор, триразовий лауреат премії «Сезар». 2018 уклав угоду про участь у зйомках українсько-французької стрічки «Холодна кров» на посаді головного оператора-постановника.

## Біографія
На відміну від більшості колег, не здобув кінематографічної освіти. Починав як асистент оператора. У 1983 році уперше працював у повнометражному фільмі як оператор. Здобув популярність, працюючи з режисером Люком Бессоном. Їхній перший спільний фільм — «Її звали Нікіта» (1990). Надалі Арбоґаст працював практично в усіх фільмах Бессона, у тому числі англомовних (перший фільм Арбоґаста англійською мовою — «Леон»).
За роботу у фільмі Жана-Поля Раппно «Гусар на даху» (1995) Арбоґаста було уперше удостоєно премії «Сезар». У 1997 році Арбоґаст знімав фільм Бессона «П'ятий елемент» (і вдруге був удостоєний «Сезара»). У цьому ж році Арбоґаст вперше працював у фільмі голлівудського режисера («Вона прекрасна» Ніка Кассаветіса). Цей фільм приніс Арбоґасту технічне Гран-прі Каннського кінофестивалю.
Після цього Арбоґаст працював як у Голлівуді, так і у Франції, продовжуючи співпрацю з Люком Бессоном та іншими режисерами. Зрідка Арбоґаст працює у фільмах нефранцузьких європейців (Емир Кустуриця і Владо Цветановський).

## Фільмографія

### Оператор
- 1983 — Рок-н-Тора / Rock and Torah
- 1986 — Вартовий ночі / Gardien de la nuit
- 1987 — Шуряк / Le Beauf
- 1988 — Казка вітру / Eden miseria
- 1990 — Нікіта / Nikita
- 1991 — Я не цілуюся / Jembrasse pas
- 1992 — Донька повітря / La Fille de l'air
- 1993 — Улюблена пора року / Ma saison préférée
- 1994 — Леон / Léon
- 1995 — Гусар на даху / Le Hussard sur le toit
- 1996 — Квартира / L'Appartement
- 1996 — Насмішка / Ridicule
- 1997 — Вона прекрасна / She's So Lovely
- 1997 — П'ятий елемент / Le Cinquième Élément
- 1998 — Чорна кішка, білий кіт / Crna macka, beli macor
- 1999 — Жанна д'Арк / Jeanne d'Arc
- 1999 — Командир ескадрильї / Wing Commander
- 2000 — Багряні ріки / Les Rivières pourpres
- 2000 — Дансер / The Dancer
- 2000 — Жінка згори / Woman on Top
- 2002 — Рокова жінка / Femme fatale
- 2003 — Щасливої дороги! / Bon voyage
- 2004 — Жінка-кішка / Catwoman
- 2005 — Ангел-А / Angel-A
- 2006 — Артур і Мініпути / Arthur et les Minimoys
- 2006 — Бандитки / Bandidas
- 2008 — Астерікс на Олімпійських іграх / Astérix aux Jeux Olympiques
- 2008 — Вавилон нашої ери / Babylon A.D.
- 2009 — Артур і помста Урдалака / Arthur et la Vengeance de Maltazard
- 2009 — Вольєр / Human Zoo
- 2009 — Місіонер / Le Missionnaire
- 2009 — Останній романтик планети Земля / Les derniers jours du monde
- 2010 — Артур і війна двох світів / Arthur et la guerre des deux mondes
- 2010 — Неймовірні пригоди Адель Блан-Сек / Les Aventures extraordinaires d'Adèle Blanc-Sec
- 2010 — Серцеїд / Inséparable
- 2011 — Леді / The Lady
- 2011 — Невід'ємний / La Vie d'une autre
- 2012 — Камінь терпіння /  Syngué sabour, pierre de patience
- 2013 — Малавіта / Malavita
- 2014 — Люсі / Lucy
- 2015 — Матусин синок / Lolo
- 2017 — Валеріан та місто тисячі планет / Valerian and the City of a Thousand Planets
- 2019 — Холодна кров / Cold Blood
- 2019 — Анна / Anna
- 2019 — Поліна і таємниця кіностудії / Polina et le mystère d'un studio de cinéma
- 2021 — Останній найманець / Le Dernier Mercenaire
- 2023 — Фрілансер / Freelance
- 2024 — Код «Чорна канарка» / Canary Black

## Визнання
| Нагороди та номінації | Нагороди та номінації   | Нагороди та номінації | Нагороди та номінації  | Нагороди та номінації | Нагороди та номінації |
| Рік                   | Нагорода                | Категорія             | Фільм                  | Результат             |                       |
| --------------------- | ----------------------- | --------------------- | ---------------------- | --------------------- | --------------------- |
| 1991                  | Премія «Сезар»          | Найкращий оператор    | Нікіта                 | Номінація             |                       |
| 1995                  | Премія «Сезар»          | Найкращий оператор    | Леон                   | Номінація             |                       |
| 1996                  | Премія «Сезар»          | Найкращий оператор    | Гусар на даху          | Перемога              |                       |
| 1997                  | Премія «Сезар»          | Найкращий оператор    | Насмішка               | Номінація             |                       |
| 1997                  | Каннський кінофестиваль | Технічне Гран-прі     | Вона прекрасна         | Перемога              |                       |
| 1998                  | Європейський кіноприз   | Найкращий оператор    | Чорна кішка, білий кіт | Номінація             |                       |
| 1998                  | Премія «Сезар»          | Найкращий оператор    | П'ятий елемент         | Перемога              |                       |
| 2000                  | Премія «Сезар»          | Найкращий оператор    | Жанна д'Арк            | Номінація             |                       |
| 2001                  | Премія «Сезар»          | Найкращий оператор    | Багряні ріки           | Номінація             |                       |
| 2004                  | Премія «Сезар»          | Найкращий оператор    | Щасливої дороги!       | Перемога              |                       |